# Vlaamse Bijbelstichting
De Vlaamse Bijbelstichting (VBS) is een rooms-katholieke organisatie die hulpmiddelen ter beschikking stelt van iedereen die de Bijbel wil lezen en informatie biedt over initiatieven en publicaties op het vlak van het bijbelpastoraat. De VBS wordt gedragen door vrijwilligers. Enkele professoren en onderzoekers van de Faculteit Theologie en Religiewetenschappen Leuven en andere Vlaamse exegeten vormen de 'VBS-werkgroep' die ook fungeert ook als redactieraad voor Ezra (Bijbels tijdschrift) (voor 2008 bekend als VBS-Informatie).

## Historiek
In 1968 werd de stichting opgericht onder de bescherming van de Vlaamse bisschoppen, om tegemoet te komen aan het Tweede Vaticaans Concilie dat gelovigen op aangepaste wijze tot een goed gebruik van de Heilige Schrift wilde brengen. De initiatiefnemers waren de professoren Frans Neirynck en Maurits Sabbe. Vanaf het begin werd samengewerkt met de Nederlandse Katholieke Bijbelstichting, onder meer aan de Willibrordvertaling, en vanaf 1993 ook met het protestantse Nederlands Bijbelgenootschap aan de Nieuwe Bijbelvertaling.

### Directie
- 1968-1980: Johan Lust
- 1980-2005: Frans Van Segbroeck
- 2005-2007: Gino Mattheeuws
- 2007- : Paul Kevers

### Voorzitter
- 1975-1998: Maurits Sabbe[2]
- 1998-2005: Johan Lust[3]
- 2005- : Reimund Bieringer